# Carl Gustav Swensson
Carl Gustav Swensson, född 15 juni 1861, död 13 april 1910, var en svensk landskapsarkitekt. Swensson var verksam främst i länderna i den österrikisk-ungerska monarkin. Han arbetade med betydelsefulla trädgårds- och landskapsprojekt i bland annat Schweiz, dagens Österrike, Tjeckien, Polen, Slovenien och Kroatien. Swensson var en sann paneuropeisk arkitekt. 1891 genomförde han i Slovakien ett projekt för en park runt Silleiner Fabriken Adolf Löw & Sohn eller också Ungarische Wollwaren, Militärtuch- und Deckenfabrik Actiengesellschaft in Sillein i Žilina, som då var en tygfabrik.
Carl Gustav Swensson föddes 1861 i Jönköping och flyttade som tjugoåring till Tyskland för att under resten av sitt arbetsliv ägna sig åt uppförandet av trädgårdsoch parkmiljöer i Centraleuropa. Swensson dog 1910 i Wien, där det också finns ett par trädgårdar och parker som än idag vittnar om hans arbete. 

## Carl Gustav Swenssons Minnesmärke i Žilina
Det knappt fem meter höga monumentet i Žilina designades av arkitekten Marek Sobola med bergsmassivet utanför staden som förlaga (Súľovské skaly). Betongkonstruktionen är täckt av grön vegetation av samma typ som återfinns i de omgivande omfattande skogarna. Författaren till Swenssons porträtt är skulptören Michal Janiga. En intressant detalj är den tidskapsel som under hösten gjutits in i monumentet med föremål från nutiden och skriftliga budskap till kommande generationer från Sveriges ambassadör i Slovakien och Slovakiens ambassadör i Sverige. Parken som omger monumentet är av litet slag men med stora ambitioner. Ett flertal informationsskyltar har satts upp som beskriver den tidigare parkanläggningen och Carl Gustav Swenssons liv i både text (delvis på svenska) och bild. Det har också tillverkats en bänk av samma typ som de bänkar Swensson använde i den ursprungliga parkmiljön.

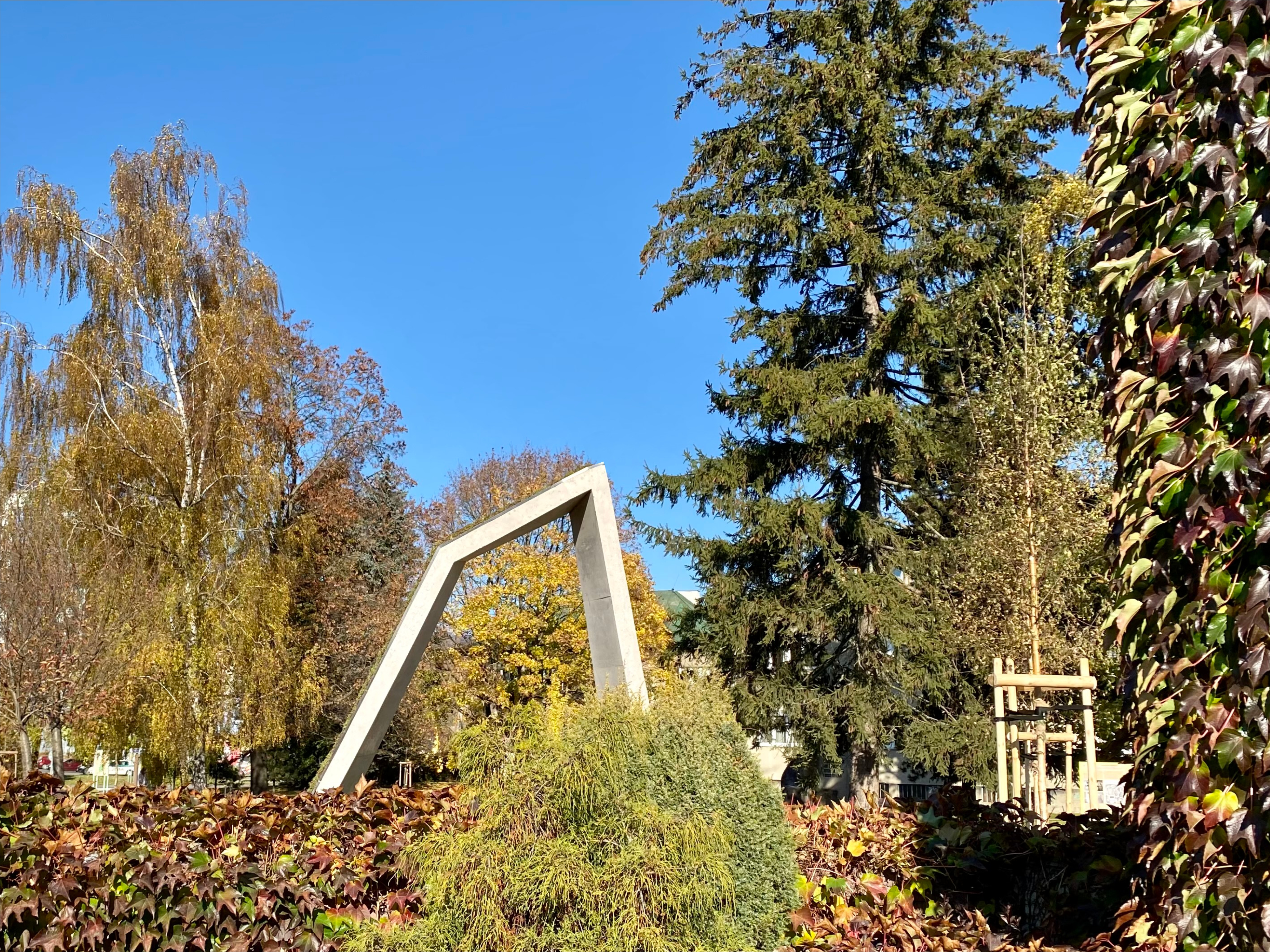
Carl Gustav Swenssons Minnesmärke i Žilina

## Galleri

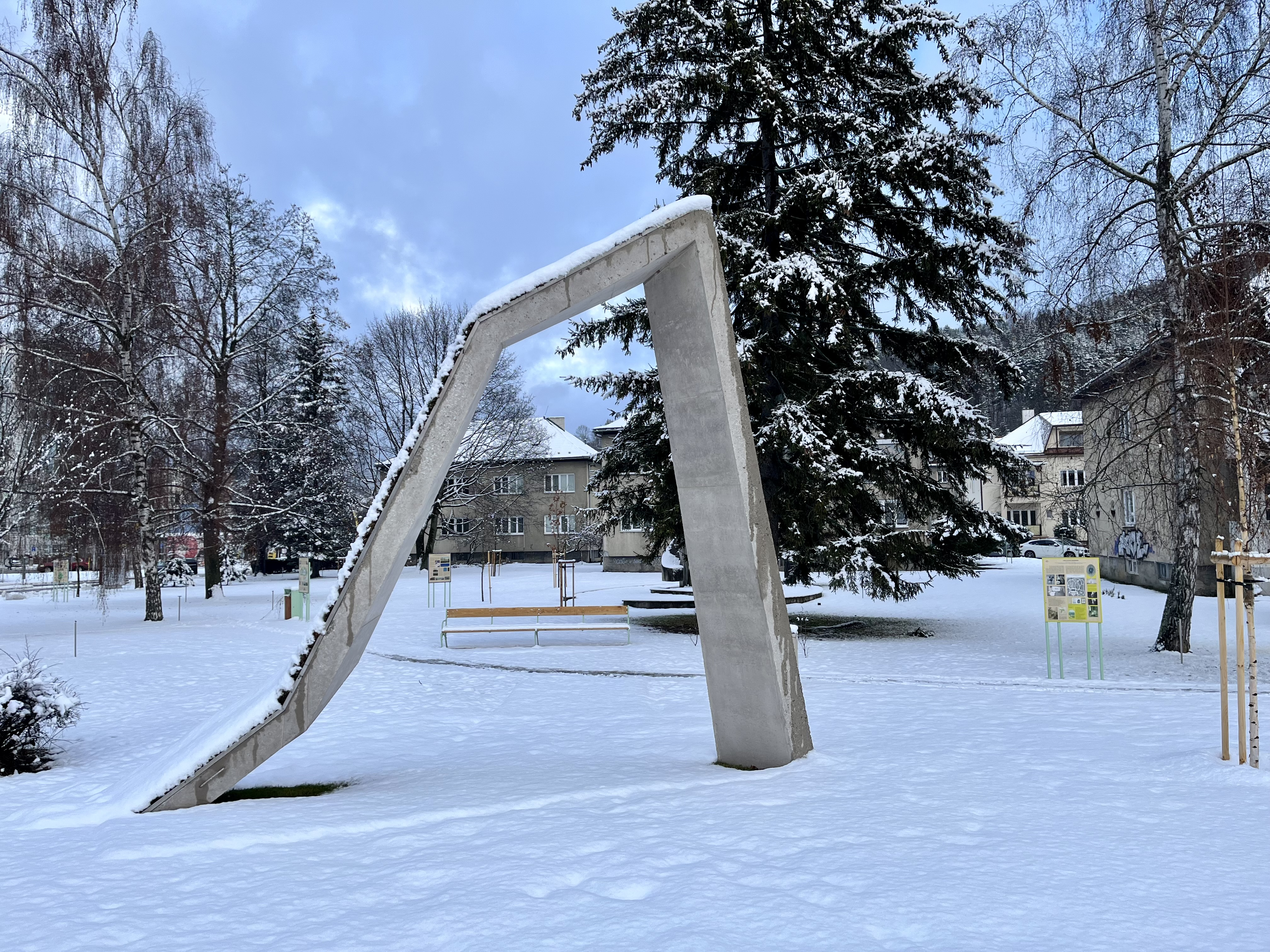
Carl Gustav Swenssons Minnesmärke
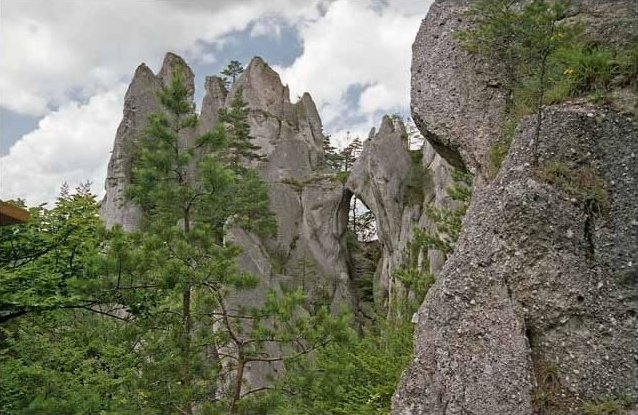
"Gotická brána" i Súľov-klipporna (Súľovské skaly) var inspirationen till minnesmärket